# Виишоара Мика (Ботошани)
Виишоара Мика (рум. Viișoara Mică) насеље је у Румунији у округу Ботошани у општини Виишоара. Oпштина се налази на надморској висини од 147 m.

## Становништво
Према подацима из 2002. године у насељу је живело 614 становника, од којих су сви румунске националности.